# Cladaster
Cladaster is een geslacht van zeesterren uit de familie Goniasteridae.				

## Soorten
- Cladaster analogus Fisher, 1940
- Cladaster macrobrachius H.L. Clark, 1923
- Cladaster rudis Verrill, 1899
- Cladaster validus Fisher, 1910